# Royoporus
Royoporus là một chi nấm thuộc họ Polyporaceae.